# Sân bay quốc tế Birsa Munda
Sân bay quốc tế Birsa Munda (IATA: IXR, ICAO: VERC) là một sân bay nội địa phục vụ thành phố Ranchi, Jharkhand, Ấn Độ và do Cục sân bay Ấn Độ quản lý. Sân bay này nằm ở Hinoo, cách trung tâm thành phố khoảng 7 km. Sân bay này phục vụ khoảng 200.000 lượt khách mỗi năm.

## Các hãng hàng không và các tuyến điểm
- Deccan Airlines (DN) (Delhi, Kolkata, Patna)
- Indian Airlines (IA) (Delhi, Mumbai, Patna, Bhubaneshwar)
- Jet Lite (9W) (Delhi, Mumbai, Kolkata, Bengaluru*)
- MDLR Airlines (9H) (Delhi, Chandigarh, Kolkata, Jaipur, Hyderabad*)